# 索爾萊岩
索爾萊岩（英語：Sørlle Rocks），是南極洲的岩石，位於南奧克尼群島的科羅內申島西端，處於摩頓角以西13公里，海拔高20米，現時由南極條約體系管理。